# جائزة هولندا الكبرى 1969
جائزة هولندا الكبرى 1969 هو سباق فورمولا 1 أقيم بتاريخ 21 يونيو 1969 في حلبة بارك زانتفورت، هولندا. كان الرابع من أصل 11 في بطولة العالم لسباقات الفورمولا واحد موسم 1969. حلّ البريطاني جاكي ستيورات أولا.